# Golf-Club de Christnach
De Golf-Club de Christnach maakt deel uit van de Golf & Country Club Christnach, die zich in Christnach in Oost-Luxemburg bevindt. De golfbaan en het erbij horende hotel liggen in een glooiend landschap in een Duits-Luxemburgs natuurreservaat. Er is een 18-holes bos- en parkbaan en een 9 holesbaan met korte holes, die 's avonds verlicht kan worden, net als de drivingrange. De par van de grote baan is 70.
In 1991 werd de Luxemburgse Golffederatie ( Fédération Luxembourgeoise de Golf) opgericht door de Golf-Club Grand Ducal, de Kikuoka Country Club en de Golf Club Clervaux. Zij waren de enige drie leden totdat de Golf-Club Gaichel in 1993 lid werd en de Golf de Luxembourg en de Golf-Club de Christnach in 1994.
In 2011 kwam de EPD Tour eenmalig naar Luxemburg. De Christnach Classic werd door Dennis Küpper gewonnen met een score van -12.

## Toernooien
Op de baan van Christnach zijn de volgende internationale toernooien gespeeld:
- 2011:  Christnach Classic (EPD Tour)
- 2014: International Junior Open